# Angus Dalgleish
Angus George Dalgleish (n. 1950, Middlesex, Anglia, Regatul Unit) este profesor de oncologie la St George's, Universitatea din Londra⁠(d), cunoscut cel mai bine pentru contribuțiile sale la cercetarea HIV/SIDA⁠(d). Dalgleish a candidat în 2015 pentru Parlamentul britanic din partea UKIP.
Angus George Dalgleish s-a născut în mai 1950 la Harrow, Londra. A început educația la Harrow County School for Boys⁠(d), și a primit diploma de medic, cu licență în chirurgie de la University College London, cu o diplomă de licență intercalată⁠(d) în anatomie.

## Cariera de cercetător medical
După diverse posturi în Regatul Unit, Dalgleish s-a alăturat Royal Flying Doctor Service⁠(d) din Mount Isa, Queensland, apoi a progresat prin posturi la diferite spitale din Brisbane, Australia, înainte de a se muta la Institutul Ludwig pentru Cercetarea Cancerului⁠(d) din Sydney.
După finalizarea pregătirii sale, Dalgleish s-a întors la munca în Regatul Unit în 1984 la Institutul de Cercetare a Cancerului⁠(d). El a fost membru al echipei care a descoperit receptorul CD4 ca principal receptor celular pentru HIV. În 1986, a fost numit într-o funcție de consultanță la Spitalul Northwick Park, iar în 1991 a fost numit profesor de oncologie la St George's, Universitatea din Londra⁠(d). În 1994 a fost numit profesor vizitator la Institutul de Cercetare a Cancerului⁠(d) din Londra.
În 1997, a fondat Onyvax Ltd., o companie de biotehnologie cu finanțare privată, care dezvolta vaccinuri împotriva cancerului, unde a deținut funcția de director de cercetare. Compania s-a dizolvat în 2013, după ce a depus declarația de insolvență în 2008. 

## Candidatura la Parlament din 2015
Dalgleish a fost membru al Partidului pentru Independența Regatului Unit și a candidat în Sutton & Cheam⁠(d), la alegerile generale din Regatul Unit⁠(d) din 2015, clasându-se pe locul patru cu 10,7% din voturi.
Dalgleish a făcut campanie pentru Leave.EU⁠(d) și a apărut în programul BBC Radio 4 Today susținând cauza Brexitului.  El este un susținător al grupului de presiune eurosceptic Leave Means Leave⁠(d).

## Premii și onoruri
Dalgleish a fost ales Fellow al Academiei de Științe Medicale⁠(d) în 2001 și este Fellow⁠(d) al Colegiului Regal al Medicilor⁠(d), al Colegiului Regal al Patologilor⁠(d) și al Colegiului Regal Australasiatic al Medicilor⁠(d). Documentul care anunță alegerea lui în FMedSci afirmă: 
| “ | Profesorul Angus Dalgleish este profesor de oncologie la Spitalul Școlii Medicale St Georges din Londra. A făcut câteva observații legate de virologia HIV care au pus bazele unor alte lucrări. În particular, a identificat CD4⁠(d) ca receptor major pentru HIV la om, a produs primul raport al unei legături între Slim Disease din Africa și infecția cu HIV. El a identificat și corelația apropiată între răspunsul imun și prezența paraparezei spastice tropicale⁠(d) la pacienți infectați cu virusul HTLV-1⁠(d). | ” |